# Let It Bleed
1969. december 5-én jelent meg a The Rolling Stones Let It Bleed című albuma. Itt mutatkozott be a zenekar új gitárosa, Mick Taylor. Szerepel az 1001 lemez, amit hallanod kell, mielőtt meghalsz című könyvben.

## Történet
Bár a "You Can't Always Get What You Want" felvételét már 1968 novemberében (a Beggars Banquet megjelenése előtt) elkezdték, a Let It Bleed munkálatainak fő időszaka 1969 februárjában kezdődött, és egészen novemberig húzódott. Brian Jones csak a "Midnight Rambler" és a "You Got the Silver" című dalokban játszik. Az új gitáros, Mick Taylor a "Country Honk" és a "Live with Me" című dalokban működött közre. A "You Got the Silver" a Stones első dala, amit teljes egészében Keith Richards énekel.
1968-ban Richards megismerkedett Gram Parsonsszel, aki egy dél-afrikai turné előtt hagyta ott a The Byrdst. Parsons komoly hatást gyakorolt Richards zenei ízlésére, bevezette a country rejtelmeibe; ennek eredményeképp a Rolling Stones felvett egy igazi honky-tonk stílusú dalt "Country Honk" címmel – ennek rockosított változata a "Honky Tonk Women". A "Country Honk"-ban játszott Byron Berline hegedűs is, aki gyakran dolgozott Parsonsszel. Parsons többször kérte, hogy jelöljék szerzőségét, de Jagger és Richards azt állította, hogy a dal hangszerelését még Brazíliában eltöltött vakációjuk idején dolgozták ki. Parsons épp akkoriban mutatta meg a zenekarnak régi countrylemezeit, így neki is lehetett szerepe abban, hogy a Stones átmenetileg más vizekre evezett; 1976-os Sleepless Nights című válogatásalbumán megtalálható a dal feldolgozása módosított szöveggel és hangszereléssel.
Az album felvételei különösen nehéz időszakban zajlottak, Jones és a zenekar között patthelyzet alakult ki. A Stones sokak szerint olyan hatásos képet alkotott az 1960-as évek árnyoldaláról, amilyet csak kevesen tudtak. Amellett, hogy még ma is ez az egyik legnépszerűbb albumuk, a Let It Bleed a második aközül a négy album közül, melyek a zenekar művészi csúcspontját jelentik. A másik három az 1968-as Beggars Banquet, az 1971-es Sticky Fingers és az 1972-es Exile on Main Street.
Az albumot a kritikusok kedvezően fogadták, a brit listákon 1., az USA-ban a 3. helyet érte el, itt dupla platinalemez lett.
1998-ban a Q magazin olvasói a Let It Bleed-et minden idők 69. legjobb albumának választották, míg 2000-ben a magazin Minden idők 100 legjobb brit albuma listáján a 28. helyet érte el. 2003-ban a Rolling Stone magazin Minden idők 500 legjobb albumának listáján a 32. helyre sorolták. Ugyanebben az évben a VH1 zenecsatorna közvéleménykutatásán a 24. helyre került.

## Az album dalai
Minden dalt Mick Jagger és Keith Richards írt, kivéve, ahol jelölve van.
1. "Gimme Shelter" – 4:31
  - Mick Jagger – ének, szájharmonika, vokál
  - Merry Clayton – ének, vokál
  - Keith Richards – gitár, vokál
  - Bill Wyman – basszusgitár
  - Charlie Watts – dob, ütőhangszerek
  - Nicky Hopkins – zongora
  - Jimmy Miller – ütőhangszerek
2. "Love in Vain" (Robert Johnson) – 4:19
  - Mick Jagger – ének
  - Keith Richards – akusztikus gitár, elektromos slide gitár
  - Bill Wyman – basszusgitár
  - Charlie Watts – dob, ütőhangszerek
  - Ry Cooder – mandolin
3. "Country Honk" – 3:07
  - Mick Jagger – ének
  - Keith Richards – akusztikus gitár, vokál
  - Mick Taylor – slide gitár
  - Charlie Watts – dob, ütőhangszerek
  - Byron Berline – hegedű
  - Nanette Newman – vokál
4. "Live with Me" – 3:33
  - Mick Jagger – ének
  - Keith Richards – gitár, basszusgitár, vokál
  - Mick Taylor – gitár
  - Charlie Watts – dob, ütőhangszerek
  - Nicky Hopkins – zongora
  - Leon Russell – zongora
  - Bobby Keys – szaxofon
5. "Let It Bleed" – 5:28
  - Mick Jagger – ének
  - Keith Richards – akusztikus gitár, slide gitár
  - Bill Wyman – basszusgitár, autoharp
  - Charlie Watts – dob, ütőhangszerek
  - Ian Stewart – zongora
6. "Midnight Rambler" – 6:53
  - Mick Jagger – ének, szájharmonika
  - Keith Richards – gitár
  - Brian Jones – ütőhangszerek
  - Bill Wyman – basszusgitár
  - Charlie Watts – dob, ütőhangszerek
7. "You Got the Silver" – 2:50
  - Keith Richards – ének, akusztikus gitár, slide gitár
  - Brian Jones – autoharp
  - Bill Wyman – basszusgitár
  - Charlie Watts – dob, ütőhangszerek
  - Nicky Hopkins – zongora, orgona
8. "Monkey Man" – 4:11
  - Mick Jagger – ének
  - Keith Richards – gitár, vokál
  - Bill Wyman – basszusgitár, vibrafon
  - Charlie Watts – dob, ütőhangszerek
  - Nicky Hopkins – zongora
  - Jimmy Miller – csörgődob
9. "You Can't Always Get What You Want" – 7:29
  - Mick Jagger – ének
  - Keith Richards – gitár
  - Bill Wyman – basszusgitár
  - Jimmy Miller – dob, ütőhangszerek
  - Rocky Dijon – maracas, konga
  - Al Kooper – zongora, orgona, kürt
  - Madeline Bell – vokál
  - Nanette Newman – vokál
  - Doris Troy – vokál
  - London Bach Choir – kórus

## Közreműködők
- Mick Jagger – ének, szájharmonika, vokál
- Keith Richards – akusztikus és elektromos gitár, slide gitár, basszusgitár, ének, vokál
- Mick Taylor – gitár, slide gitár
- Brian Jones – autoharp, ütőhangszerek
- Bill Wyman – basszusgitár, autoharp, vibrafon
- Charlie Watts – dob, ütőhangszerek
- Ian Stewart – zongora
- Merry Clayton – ének, vokál
- Nicky Hopkins – zongora, orgona
- Leon Russell – zongora
- Ry Cooder – mandolin
- Al Kooper – zongora, orgona, kürt
- Bobby Keys – szaxofon
- Byron Berline – hegedű
- Jimmy Miller – dob, csörgődob, ütőhangszerek
- Rocky Dijon – maracas, konga
- Nanette Newman – vokál
- Madeline Bell – vokál
- Doris Troy – vokál
- London Bach Choir – kórus

Produkció
- Glyn Johns – hangmérnök
- Gus Skinas – hangmérnök
- Bruce Botnick – hangmérnök
- Jesper Hansen – hangmérnök
- Jimmy Miller – producer